# Metal Gear Solid
Metal Gear Solid (označovaný zkratkou MGS) je hra ze série stealth-akčních videoher, napsaných a zrežírovaných Hideem Kodžimou. Hra byla vyvinuta firmou Konami Computer Entertainment a vydána společností Konami v roce 1998 pro PlayStation a pro PC v roce 2000. Jedná se o pokračování dřívějších her pro MSX2 Metal Gear a Metal Gear 2: Solid Snake. Hra obsahuje značné množství cut-scén (krátkých filmů doplňující příběh) používané v in-game grafice a enginu, stejně jako hlas působící v mnoha kodekových (rádiových) sekvencí.
Metal Gear Solid byl dobře přijat jak u kritiků, tak i hráčů. Prodalo se více než šest milionů kusů. Hodnocení na Metacritic je 94 ze 100. Komerční úspěch hry znamenalo vydání rozšířené edice pro PlayStation a osobní počítače pod názvem Metal Gear Solid: Integral a remaku pro Nintendo Gamecube pod názvem Metal Gear Solid: Twin Snakes.
Byla také předělána do spousty jiných médií, a to včetně rozhlasových her, komiksu a novel (povídek). Dne 18. června 2009 se hráči dočkali vydání na PlayStation Network, konkrétně na PlayStation 3 a PlayStation Portable.

## Postavy a dabing
| Postava ve hře        | Postava ve hře        | Japonská verze    | Anglická verze (pseudonymy v závorce)     |
| --------------------- | --------------------- | ----------------- | ----------------------------------------- |
| Solid Snake           | Solid Snake           | Akio Ócuka        | David Hayter (Sean Barker)                |
| Liquid Snake          | Liquid Snake          | Bandžó Ginga      | Cam Clarke (James Flinders)               |
| Meryl Silverburgh     | Meryl Silverburgh     | Kjóko Teraseová   | Debi Mae West (Mae Zadler)                |
| Naomi Hunter          | Naomi Hunter          | Hiromi Curuová    | Jennifer Hale (Carren Learning)           |
| Hal "Otacon" Emmerich | Hal "Otacon" Emmerich | Hidejuki Tanaka   | Christopher Randolph ( Christopher Fritz) |
| Roy Campbell          | Roy Campbell          | Takeši Aono       | Paul Eiding (Paul Otis)                   |
| Mei Ling              | Mei Ling              | Hóko Kuwašimaová  | Kim Mai Guest (Kim Nguyen)                |
| Gray Fox              | Gray Fox              | Kaneto Šiozawa    | Greg Eagles (George Byrd)                 |
| Nastasha Romanenko    | Nastasha Romanenko    | Eiko Jamadaová    | Renee Raudman (Renée Collette)            |
| Revolver Ocelot       | Revolver Ocelot       | Kódži Totani      | Patric Zimmerman (Patric Laine)           |
| Vulcan Raven          | Vulcan Raven          | Jukitoši Hori     | Peter Lurie (Chuck Farley)                |
| Psycho Mantis         | Psycho Mantis         | Kazujuki Sogabe   | Doug Stone                                |
| Sniper Wolf           | Sniper Wolf           | Naoko Nakamuraová | Tasia Valenza (Julie Monroe)              |
| Donald Anderson       | Donald Anderson       | Masaharu Sató     | Greg Eagles (George Byrd)                 |
| Kenneth Baker         | Kenneth Baker         | Juzuru Fudžimoto  | Allan Lurie (Bert Stewart)                |
| Jim Houseman          | Jim Houseman          | Tomohisa Asó      | William Bassett (Fredrick Bloggs)         |
| Johnny Sasaki         | Johnny Sasaki         | Naoki Imamura     | Dean Scofield (Dino Schofield)            |
| Genome Soldier A      | Genome Soldier A      | Masaja Takacuka   | Doug Stone                                |
| Genome Soldier B      | Genome Soldier B      | Naoki Imamura     | Chuck Farley                              |
| PAL Computer Voice    | PAL Computer Voice    | Naoko Nakamuraová | Julie Monroe                              |

## Vývoj
Kodžima původně plánoval vydat další Metal Gear jako Metal Gear 3 na konzoli 3DO Interactive Multiplayer v roce 1994. Mělo jít o konceptuální umělecké dílo nakreslené Yoji Shinkawou. Avšak díky slabému výkonu 3DO byl vývoj hry přesunut na PlayStation krátce poté, co byla konzole uvedena na trh.
Kodžima změnil název hry na Metal Gear Solid z původního pracovního názvu Metal Gear 3. Bylo to způsobeno tím, že první dva díly pro konzoli MSX2 nebyly, mimo komunitu fanoušků, moc známé. Použil slovo "Solid", protože to už byl třetí díl série a protože hra používá moderní 3D grafiku. Pokračování této hry také nesou jméno Metal Gear Solid a pokračují v příběhové linii.
Vývoj Metal Gear Solid začal v polovině roku 1995 s cílem vytvořit nejlepší hru pro PlayStation vůbec. Vývojáři se zaměřili na přesnost a realismus, ale zároveň byl vývoj zábavný a nervózní.
V počátečních stádiích vývoje SWATem vzdělaní tvůrci s ukázkami vozidel, zbraní a výbušnin. Hideo Kodžima uvedl: „Jestli hráč neuvěří, že svět je opravdový, pak už to nemá smysl.“ K plnění tohoto byl upraven každý detail.
Hideo Kodžima vytvořil postavy Metal Gear Solidu. Úpravy a mechaniky byly konceptuálním umělcem Yoji Shinkawa. Postavy byly dokončeny polygonálními umělci pomocí štětce a hliněnými modely od Shinkawy. Kodžima chtěl větší interakci s objekty a prostředím, třeba kdyby mohl hráč schovat tělo ve skříni. Kromě toho chtěl "a full orchestra right next to the player" systém, který mění tempo aktuálně přehrávané skladby namísto přepnutí do jiné přednahrané skladby. Ačkoliv tyto vlastnosti nebyly dosaženy, jsou uskutečněny v Metal Gear Solid 2: Sons of Liberty.
Metal Gear Solid byl poprvé představen na veřejnosti na E3 1997 v krátkém videu. Hru si bylo možno zahrát poprvé na Tokyo Game Show v roce 1998 a v témže roce byla oficiálně vydána v Japonsku s rozsáhlou propagační kampaní. Televizní a časopisecké inzeráty, zdarma vydávané demo verze a předzásobené sklady přispěly k celkovým propagačním nákladům 8 milionů amerických dolarů. Je odhadováno, že bylo celkem vydistribuováno okolo 12 milionů propagačních demo verzí v průběhu roku 1998.

### Hudba
Hudba Metal Gear Solidu byla složena v Konami in-house hudebníky, včetně Kazukiho Muraoky, který také pracoval na předchozím dílu série s názvem Metal Gear. Skladatel a textař Rika Muranaka složil píseň s názvem „The Best is Yet To Come“ (To nejlepší teprve přijde). Hlavní téma z MGS bylo nazváno „An Cuimheann leat an Grá“, což v překladu do angličtiny znamená „Do you remember the love?“ (pamatuješ si na lásku?), pro konec hry a titulky autorů. Píseň byla předvedena v Irsku Aoifem Ní Fhearraighem. Hlavní téma bylo složeno TAPPYM a byl také použit v Ape Escape 3.
Hudba ve hře podporovala pocity a atmosféru. Zjevně filmová hudba, se silnějšími orchestrálními a sborovými prvky, se objevuje ve videosekvencích. Soundtrack byl vydán 23. září 1998 pod značkou King Records.

## Vydání

### Původní verze
Anglická verze, kterou přeložil Jeremy Blaustein, který lokalizoval Sega CD verzi Snatchera, dostala spoustu drobných úprav jako je nastavitelná obtížnost, bonusový smoking pro Snakea a "demo theather" pro přehrávání cut-scén a rádiových spojení. Verze hry ve španělštině, němčině, francouzštině a italštině byly uvolněny po celé Evropě, kromě anglické verze, která byla uvolněna v Americe. Prémiová verze byla vydána v Japonsku a Asii obsahující hru, tričko, dog-tags (psí známky), hudební CD hrající soundtrack ze MSX2 a knížku obsahující informace o produkci hry a příběhu. Evropská verze balíčku se rovněž vyrábí, měla však rozdílný obsah oproti Japonské verzi.
V Japonské verzi Metal Gear Solid pro PlayStation, stejně jako Integral, byl vydán dvakrát: jednou jako The Best Range, podruhé jako PSone books title. Stejně tak americké a evropské verze byly vydány v rámci "Greatest hits" a "Platinum". Hra je zařazena v japonském Metal Gear Solid: 20th Anniversary Collection set a v americkém Essential Collection set. Hra je dostupná na stažení v Japonsku a Severní Americe na PlayStation Store a brzy[kdy?] bude k dispozici i v Evropě.

### Integral
Bylo vydáno 25. června 1999 pro PlayStation v Japonsku, Metal Gear Solid: Integral je rozšířenou verzí původní hry založené na severoamerickém lokalizaci, nahradil původní japonské hlasy anglickým dabingem a zároveň nabízí možnost volby mezi japonštinou a anglickými titulky. Hra nabízela kromě původní hry ještě jeden disk. Je jím takzvaný VR Disk. Po vložení disku se spustily mise ve virtuálním světě, kde si mohl hráč vyzkoušet všechny zbraně a techniky boje. Dále byly přidány v obtížnosti Very Easy, zbraň MP5 s nekonečnou municí, first-person pohled, možnost alternativní cesty pro hlídku nepřátel a stažitelnou PocketStation minihru.
VR Disk obsahuje přes 300 misí, které otestují plíživé a bojové schopnosti hráče. Dále obsahuje méně konvenční testy, jako jsou vyšetřování vražd (vždy jeden důkaz, který usvědčí pachatele), zabíjení obřího vojáka a tři mise, kdy hráč ovládá Cyborg-Ninju. Speciální funkce obsahují trailer pro Metal Gear Solid, artworky Metal Gear Raye z Metal Gear Solid 2: Sons of Liberty a PhotoShoot režim, určený k focení Mei Ling a Naomi Hunter.

### Remake
Remake Metal Gear Solidu s názvem Metal Gear Solid: Twin Snakes byl vyvinut firmou Silicon Knights pod dohledem Hideo Kodžimy a vydán pro Nintendo GameCube v Severní Americe, Japonsku a Evropě v březnu 2004. Zatímco Twin Snakes byl z velké části vyvinutý v Silicon Knights, jeho scény byly vytvořeny in-house v Konami a režíroval je japonský filmový režisér Rjúhei Kitamura, který odráží jeho dynamický styl, s využitím bullet time a choreografií přestřelek. Zatímco děj a nastavení ze hry byly beze změny (i když několik řádků dialogu bylo přepsáno), byly přidány řady herních prvků ze Sons of Liberty, jako třeba možnost střílet z pohledu první osoby. Další změna v anglickém dabingu byla, že Mei Ling spolu s Naomi a s Nastasha měly slabší přízvuk. Také byl přepracovaný ninja Grega Eaglese, který přenechal roli šéfa DARPY Robu Paulsenovi. Grafika byla také vylepšena.